# Stetsonia coryne
Stetsonia coryne ist die einzige Pflanzenart der monotypischen Gattung Stetsonia in der Familie der Kakteengewächse (Cactaceae). Der botanische Name der Gattung ehrt den US-amerikanischen Anwalt und Gartenliebhaber Francis Lynde Stetson (1846–1920). Das Artepitheton coryne stammt aus dem Griechischen, bedeutet ‚Keule‘ und verweist die Gestalt der Sämlinge.

## Beschreibung
Die gewaltige, baumähnliche Stetsonia coryne erreicht eine Wuchshöhe von 5 bis 8 Metern. Aus einem Stamm bilden sich zahlreiche aufrechte oder etwas gebogene Zweige. Die blaugrünen Triebe sind für gewöhnlich nicht gegliedert und haben einen Durchmesser von 9 bis 10 Zentimetern. Es sind 8 bis 9 stumpfkantige, etwas gekerbte Rippen vorhanden, die 1 bis 1,5 Zentimeter hoch sind. Die gelben, später schwarz werdenden Dornen sind gerade und steif. Der Mitteldorn wird bis 5 Zentimeter, die 7 bis 9 ausgebreiteten Randdornen bis 3 Zentimeter lang.
Die trichterförmigen Blüten sind weiß und werden bis zu 15 Zentimeter im Durchmesser. Sie öffnen sich in der Nacht und bleiben häufig bis zum nächsten Tag geöffnet. Das Perikarpell ist mit zahlreichen, dachziegelartigen, die lange Kronröhre mit verstreuten Schuppen, besetzt.
Die eiförmigen, mit Schuppen besetzten, essbaren Früchte sind grün bis rötlich und besitzen einen abfallenden Blütenrest. Die breit ovalen, glänzend schwarzbraunen Samen sind 1,7 Millimeter lang und 1 Millimeter breit. Sie sind mit einem fein runzeligem Muster gehöckert.

## Verbreitung, Systematik und Gefährdung
Stetsonia coryne ist in den hoch gelegenen Trockengebieten im Nordwesten von Argentinien sowie in Bolivien, Paraguay und im brasilianischen Bundesstaat Mato Grosso do Sul, verbreitet.
Die Erstbeschreibung als Cereus coryne wurde 1850 von Joseph zu Salm-Reifferscheidt-Dyck vorgenommen. Nathaniel Lord Britton und Joseph Nelson Rose stellten die Art 1920 in ihre neu aufgestellte monotypische Gattung Stetsonia.
In der Roten Liste gefährdeter Arten der IUCN wird die Art als „Least Concern (LC)“, d. h. als nicht gefährdet geführt.

## Nachweise